# Trusted Computing Group
Pour les articles homonymes, voir TCG.

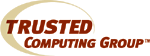
Logo de Trusted Computing Group

Le Trusted Computing Group (TCG, nommé jusqu'en 2003 TCPA pour Trusted Computing Platform Alliance) est un consortium d'entreprises d'informatique (Compaq, HP, IBM, Intel, Microsoft, AMD, etc.) visant à sécuriser les équipements et communications informatiques.

## Objectifs
L'objectif du consortium de ces entreprises est de créer le Trusted Computing, soit une informatique dite « de confiance ». Le principe de base consiste à assigner une signature à chaque objet informatique (logiciel, document), et à déléguer à un tiers de confiance la tâche de vérifier si l'objet manipulé est autorisé à être utilisé sur le système informatique local.
Tout élément non signé ou dont la signature n'est pas recensée chez le tiers de confiance sera rejeté. Cette technique permet donc de centraliser le contrôle effectué sur les applications utilisées (par exemple dans une optique de lutte contre la contrefaçon). Cependant, un des problèmes soulevés par cette technique est que l'utilisateur final perd toute maîtrise de ce qui peut ou ne peut pas être fait avec son propre ordinateur. Si dans tous les cas c'est d'abord le « tiers de confiance » qui décide, l'utilisateur n'a plus aucun contrôle possible sur le choix de ses logiciels et de leur utilisation.
Les standards du TCG sont perçus comme une menace sérieuse par le monde du logiciel libre. Chaque programme devant être accompagné d'une signature[réf. nécessaire], l'obtention de celle-ci pourrait bloquer de nombreux logiciels. Notamment, le problème du prix éventuel des clefs et l'existence de critères de décisions arbitraires inquiètent de nombreux développeurs et utilisateurs des logiciels libres. En trame de fond se cache la possibilité pour de grandes entreprises commerciales d'empêcher toute concurrence sur leur plateforme sécurisée. Cette caractéristique leur a d'ailleurs valu le surnom de Treacherous Computing (informatique déloyale), en opposition au nom officiel Trusted Computing (Informatique de confiance).
L'informatique de confiance peut aussi être vue comme une menace pour la protection de la vie privée des utilisateurs puisqu'elle délègue la gestion de l'ordinateur à un tiers de confiance, ce dernier ayant accès à toute donnée contenue sur l'ordinateur. 
Ces principes d'architecture informatique dits de confiance sont repris par la technologie développée par la société Microsoft et nommée Next-generation secure computing base (anciennement Palladium). La société Apple utilise un mécanisme similaire pour restreindre l'installation et l'utilisation de son système d'exploitation Mac OS X sur des machines à base de processeur Intel dont elle seule assure la fabrication : une puce TPM fournie par Apple doit normalement être présente sur la carte mère pour que ce système d'exploitation y soit utilisable. Les technologies portent les noms LaGrande chez Intel et SEM (Secure Execution Mode) chez AMD.
Le projet initial TCPA, et son évolution sous le nom de TCG, a de nombreux liens avec le problème des DRM. Le fondement même de l'informatique de confiance est à terme de mettre en place des DRM en de nombreux points de la chaîne informatique pour contrôler les logiciels (version non contrefaite, absence de virus) et les documents (fichier audio ou vidéo non contrefait).